# Nephodia satyrata
Nephodia satyrata là một loài bướm đêm trong họ Geometridae.